# Yates Racing
Yates Racing, bis 2007 bekannt unter dem Namen Robert Yates Racing, war ein in der US-amerikanischen NASCAR aktives Motorsport-Team. Für eine kurze Zeit agierte es unter dem Namen Yates/Newman/Haas/Lanigan Racing nach der Unterzeichnung eines Partnerschaftsvertrages mit dem Newman/Haas Racing-Team, das in der Champ Car World Series aktiv war.
Das Team trat von 1989 bis 2009 in der NASCAR Cup Series an. Doug Yates, Sohn des bisherigen Besitzers Robert Yates übernahm das Team in der Saison 2008, daher wurde das Robert aus dem Teamnamen gestrichen. Nach einer Fusion mit Richard Petty Motorsports wurde das Team aufgelöst. Als Vertreter der Marke Ford gewann es den Fahrertitel im Jahr 1999 und 58 Siege, darunter drei beim Daytona 500, zwei beim Coca-Cola 600 und zwei beim Daytona 400.

## Sprint Cup

### Wagen #28/38/98

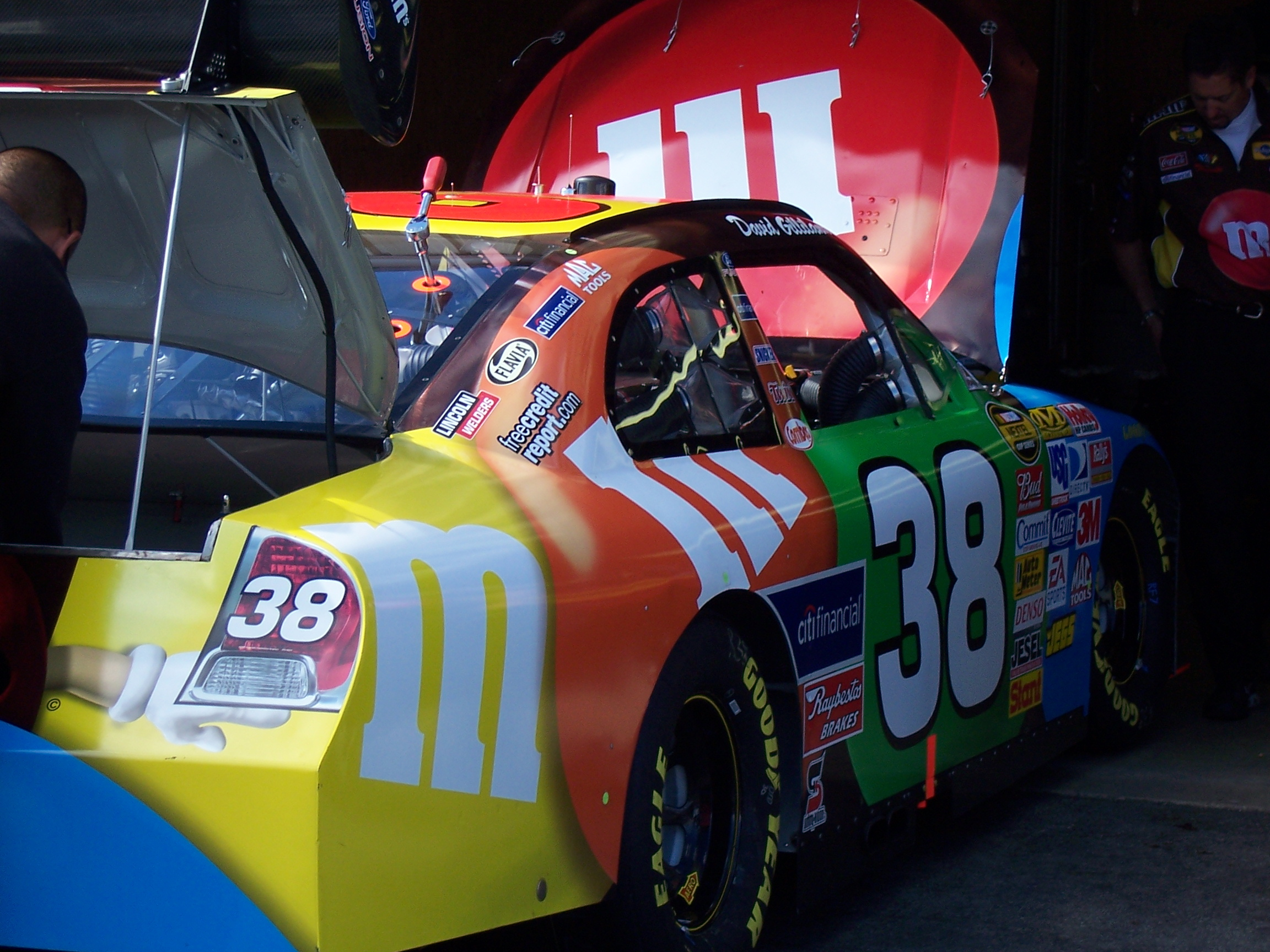
Die Startnummer 38 in der Saison 2007.

Ranier-Lundy verkaufte sein Team 1989 an Robert Yates, und Davey Allison startete mit dem von Havoline gesponserten Ford Nr. 28. Er gewann das Winston 500 und das Pepsi 400 und erreichte sieben Top-Fünf-Platzierungen und wurde 11. in der NASCAR Cup Series. 1990 erzielte Allison zwei Siege in Bristol und Charlotte sowie fünf Top-Fünf-Platzierungen und 10 Top-10-Platzierungen und beendete die Meisterschaft auf Platz 13.
Allison gewann fünf Rennen und erreichte 1991 12 Mal die Top 5. In der Fahrerwertung wurde er jedoch von Dale Earnhardt und Ricky Rudd auf den dritten Platz verdrängt.
Auch 1992 wurde er Dritter und gewann fünf Rennen, vor allem das Daytona 500. Im Laufe der Saison hatte Allison zwei schwere Unfälle in Charlotte und Pocono, bei denen er eine Gehirnerschütterungen und mehrere Knochenbrüche erlitt. In zwei Rennen wurde Allison mitten im Rennen durch Ersatzfahrer ersetzt, da sein Körper noch nicht für ein ganzes Rennen geheilt war. Trotz des Fahrerwechsels besagen die NASCAR-Regeln, dass der Fahrer, der die grüne Flagge erhält, in die Punkte kommt. In diesem Fall kam diese Regel Davey Allison zugute, so dass er im Kampf um den Titel keine Punkte verliert. Mit insgesamt 15 Top-5-Platzierungen lag er nur knapp hinter Alan Kulwicki und Bill Elliott.
1993 gewann Allison das Pontiac Excitement 400 auf dem Richmond International Raceway und erreichte in den ersten 16 Rennen der Saison sechs Platzierungen unter den ersten Fünf, was ihm den fünften Platz in der Meisterschaft einbrachte. Am 12. Juli ging er zum Talladega Superspeedway, um dem Sohn seines Freundes Neil Bonnett beim Training zuzusehen. Unglücklicherweise stürzte Allison bei einem Landeversuch mit seinem Hubschrauber ab, wobei er sich schwer verletzte und am nächsten Tag im Krankenhaus von Birmingham ums Leben kam.
Robby Gordon, Lake Speed und Ernie Irvan teilten sich den Wagen #28 für den Rest der Saison 1993, wobei Irvan in nur neun Rennen zweimal gewann, im Goody’s 500 auf dem Martinsville Speedway und im Mello Yello 500 auf dem Charlotte Motor Speedway, der heute als Lowe’s Motor Speedway bekannt ist. Die guten Leistungen Irvans resultierten darin, dass er für die Saison 1994 einen Stammplatz in der Startnummer 28 erhielt. Dies schien sich für Robert Yates ausgezahlt zu haben, denn Irvan fuhr eine gute Saison, gewann drei Rennen, kam 13 Mal in die Top 5 und 15 Mal in die Top 10, doch dann verletzte er sich schwer im Training zum 21. Rennen der Saison, dem GM Goodwrench Dealer 400 auf dem Michigan International Speedway. Im GM Goodwrench Dealer 400 setzte das Team daraufhin keinen Fahrer ein, für die nachfolgenden Rennen der Saison übernahm Kenny Wallace die Nummer 28. Wallace war allerdings nicht in der Lage an die Erfolge von Irvan anzuknüpfen und kam nur zweimal in die Top 10.
Zu Beginn der Saison 1995 übernahm Dale Jarrett, der zuvor für Joe Gibbs Racing fuhr, das Steuer der Startnummer 28, da Ernie Irvan sich noch immer nicht ganz von seinem Unfall erholt hatte. Jarrett gewann das Miller Genuine Draft 500 auf dem Pocono International Raceway, den man heute unter dem Namen Pocono Raceway kennt. Er beendete die Saison als 13. der Fahrerwertung. Ernie Irvan kehrte am Saisonende zurück und fuhr dabei ein Auto mit der Startnummer 88. Er erreichte in drei Rennen zweimal die Top 10. In der Saison 1996 tauschten Irvan und Jarrett die Autos, so dass Irvan wieder in der Startnummer 28 saß und Jarrett in der Startnummer 88, die ab 1996 in der ganzen Saison eingesetzt wurde. Irvan fuhr bis zum Ende der Saison 1997 für Robert Yates in der Nummer 28. In der Saison 1996 wurde er Zehnter der Gesamtwertung, in der Saison 1997 erreichte er den 14. Platz.
Kenny Irwin jr. übernahm daraufhin in der Saison 1998 das Auto. Er blieb bis zum Ende der Saison 1999, war jedoch nicht in der Lage gute Ergebnisse zu erreichen. Lediglich zehn Top-10-Platzierungen konnte er einfahren. In der Saison 2000 übernahm Ricky Rudd das Auto und fuhr in seiner ersten Saison gleich 19 Mal in die Top 10. Auch in den Jahren 2001 und 2002 pilotierte Rudd die Startnummer 28 und war dabei dreimal siegreich. Zum Ende der Saison 2002 verließ Rudd Robert Yates Racing. Er war in jeder Saison, die er für Robert Yates Racing fuhr, in den Top 10 der Fahrergesamtwertung. Im Jahre 2000 würde er Fünfter, 2001 Vierter und 2002 Zehnter der Fahrergesamtwertung.
Für die Saison 2003 stellte Robert Yates Elliott Sadler ein. Doch nicht nur der Fahrer war neu, sondern auch die Nummer und der Hauptsponsor wechselten. M&M’s übernahm das Sponsoring des Wagens, der ab sofort als Startnummer 38 unterwegs war. Sadler verließ das Team im Laufe der Saison 2006 und wechselte zu Evernham Motorsports. In seiner bei Robert Yates Racing gewann Sadler zwei Rennen. Außerdem war er im Chase for the Nextel Cup 2004, dem Play-off-System der NASCAR. David Gilliland, der kurz zuvor in der NASCAR Nationwide Series siegreich war, übernahm mit dem GFS Marketplace 400 die Startnummer 38. Bislang startete er zweimal von der Pole-Position. Im UAW Ford 500 des Jahres 2006, was dem Team die Startberechtigung für das Budweiser Shootout 2007 gab, in dem er Zweiter wurde, und beim Daytona 500 des Jahres 2007. Dadurch, dass das Team auch in der Saison 2007 eine Pole-Position hat, war es auch beim Budweiser Shootout 2008 wieder dabei. Gilliland bestritt auch in der Saison 2008 alle Rennen in der Startnummer 38. In der Folgesaison wurde das Team zur Startnummer 98 umnummeriert. Paul Menard pilotierte die Startnummer 98 bis zur Schließung des Team am Saisonende.

### Wagen #88

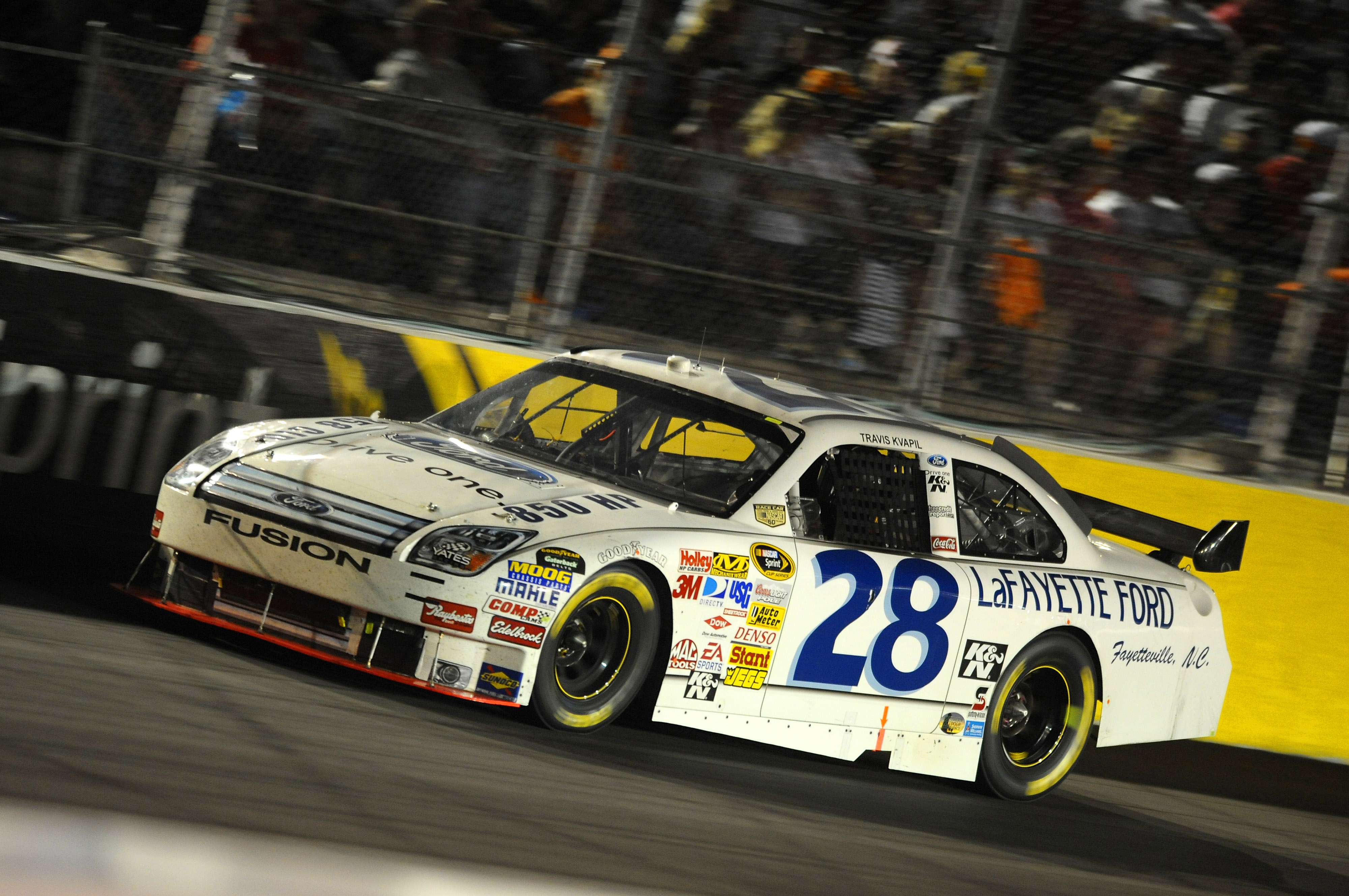
Die Startnummer 28 in Darlington 2008

Die Startnummer 88 wird seit dem Jahr 1996 in der vollen Saison eingesetzt. Dale Jarrett, der im Jahr zuvor noch die Startnummer 28 fuhr, die im Jahre 1996 an den wiedergenesenen Ernie Irvan zurückgegeben wurde, fuhr in der Saison 1996 dieses Auto. Im Jahre 1999 gewann Jarrett den Winston Cup in der Startnummer 88, damals noch mit Quality Care/ Ford Credit als Sponsoren auf dem Auto. Mit dem Beginn der Saison 2001 übernahm dann UPS das Sponsoring des Wagens mit der Startnummer 88. In seiner Zeit bei Robert Yates Racing gewann Jarrett insgesamt 29 Rennen, kein anderer Fahrer des Teams gewann so viele Rennen wie er. Außerdem befand er sich in von 1996 bis 2002 immer in den Top 10 der Fahrergesamtwertung. Am Ende der Saison 2006 verließ er das Team in Richtung Michael Waltrip Racing. Sein Sponsor folgte ihm. Für die Saison 2007 holte sich Robert Yates Racing Ricky Rudd zurück. Er brachte den Wagen im Coca-Cola 600 in die Top 10. Am 20. August 2007 gab er offiziell seinen Rückzug als aktiver Rennfahrer zum Ende der Saison bekannt. Etwa zwei Wochen später, am 2. September 2007 verletzte er sich im Sharp AQUOS 500 auf dem California Speedway und musste bis zum Bank of America 500, welches am 13. Oktober 2007 auf dem Lowe’s Motor Speedway stattfand, pausieren. In der Saison 2008 fuhr Travis Kvapil das Auto, welches wieder mit der Startnummer 28 unterwegs war, da Hendrick Motorsports die Startnummer 88 für das Auto von Dale Earnhardt junior nutzt. Nach den ersten fünf Rennen der Saison 2009 wurde das Team aufgelöst.

## Nationwide Series

### Wagen #90
Das Nationwide-Series-Team mit der #90 startete in der Saison 2005 mit Citifinancial als Sponsor. Dale Jarrett und Elliott Sadler, die zu dem Zeitpunkt auch im Nextel Cup für Robert Yates Racing aktiv waren, fuhren das Auto in einem Teilzeitplan. Jarrett und Sadler brachten es zusammen auf sechs Top 5 Platzierungen. In der Saison 2006 teilte sich Sadler das Cockpit mit Stephen Leicht, Matt McCall und Justin Diercks, sowie Marc Goossens, der die Straßenkurs-Rennen fuhr. In der NASCAR-Busch-Series-Saison 2007 ist Stephen Leicht der alleinige Fahrer der #90, die noch immer von Citifinancial gesponsert wird. Leicht gewann das Meijer 300 des Jahres 2007 auf dem Kentucky Speedway. Da aufgrund fehlender Sponsoren ein Einsatz des Teams in der Saison 2008 nicht möglich war, wurde es an Germain Racing verkauft.

## Partnerschaft mit Newman/Haas/Lanigan Racing
Im Laufe des Rennwochenendes des Allstate 400 at the Brickyard 2007 gab Robert Yates bekannt, dass sein Team, Robert Yates Racing, und Newman/Haas Racing, ein Team aus der Champ-Car-Serie, zusammenarbeiten werden. Da Robert Yates dann aber bekannt gab, sich am Ende der Saison zurückzuziehen, kam der Vertrag nicht zu Stande.